# فرانتس کروم
فرانتس کروم (انگلیسی: Franz Krumm; ۱۶ اکتبر ۱۹۰۹ – ۹ مارس ۱۹۴۳) بازیکن فوتبال اهل رایش آلمان بود.
از باشگاه‌هایی که در آن بازی کرده‌است می‌توان به باشگاه فوتبال بایرن مونیخ و باشگاه فوتبال مونیخ ۱۸۶۰ اشاره کرد.
وی همچنین در تیم ملی فوتبال آلمان بازی کرده‌است.